# Ludwig I. (Liegnitz)

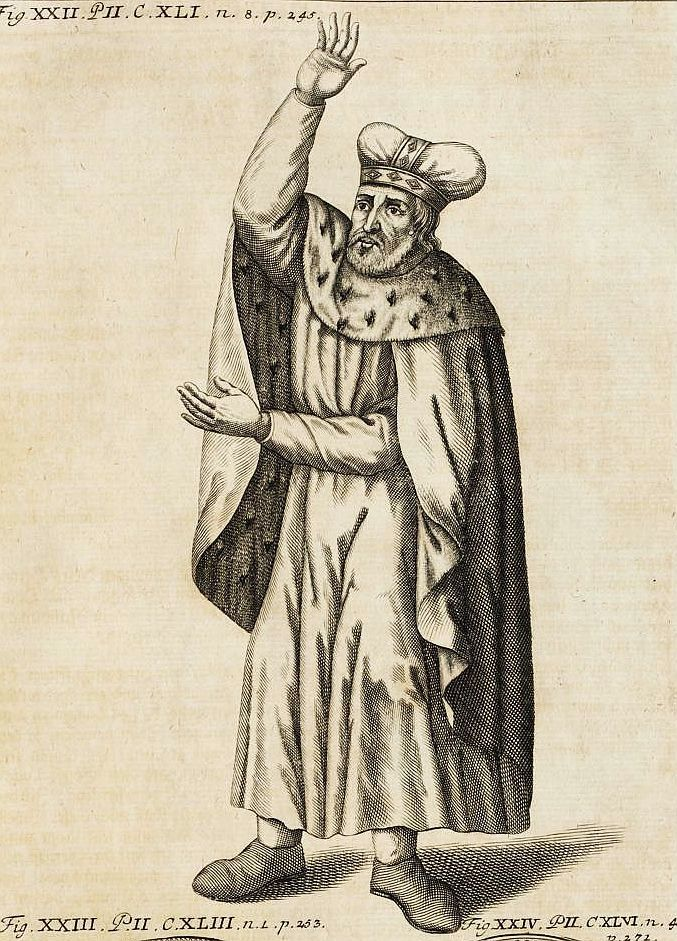
Ludwig I. von Liegnitz. Kupferstich von Bartholomäus Strachowsky, 1733

Ludwig I. von Liegnitz (auch Ludwig I. von Brieg; * zwischen 1313 und 1321; † 1398) war 1342–1345 gemeinsam mit seinem Bruder Wenzel I. Herzog von Liegnitz, 1348–1381 Herzog von Lüben, 1348–1398 Ohlau und 1368–1398 Herzog von Brieg.

## Herkunft und Familie
Ludwig entstammte dem Geschlecht der Schlesischen Piasten. Seine Eltern waren Herzog Boleslaw III. von Breslau, Liegnitz und Brieg und Margarethe/Marketa, Tochter des böhmischen Königs Wenzel II.
Zwischen 1341 und 1345 vermählte sich Ludwig mit Agnes († 1362), einer Tochter des Herzogs Heinrich IV. „des Treuen“ († 1342) von Glogau und Sagan. Der Ehe entstammten die Kinder
- Margarete (1342/43–1386), ⚭ 19. Juli 1353 in Passau Herzog Albrecht I. von Straubing-Holland († 1404)
- Heinrich VIII. (1343/45–1399), Herzog von Lüben und Brieg; ⚭ 1. 1369 mit Helene († 1369), Tochter des Herzogs Otto VIII. († 1334) von Orlamünde; 2. 1379 mit Margareta, Tochter des Herzogs Ziemowit III. von Masowien
- Katharina (1344/46–1404/5), Äbtissin von Trebnitz
- Hedwig (~1346–1385/96), ⚭ um 1366 Herzog Johann II. von Auschwitz († 1376)
- Wenzel (1349–nach 1369)

## Leben

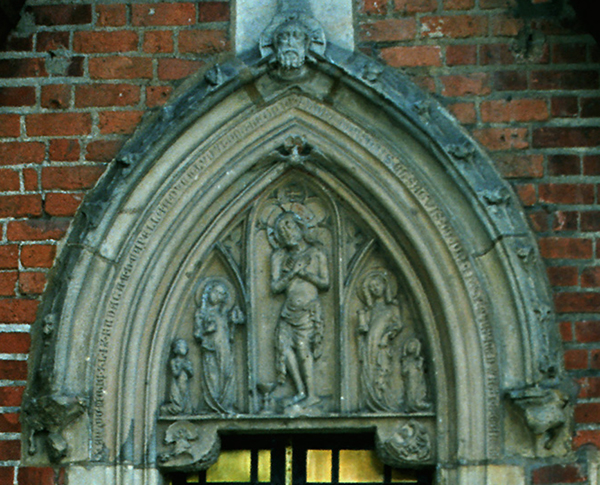
Tympanon der Burgkapelle in Lüben mit der Darstellung des Herzogs Ludwig und seiner Frau als Stifterfiguren

Noch zu seinen Lebzeiten überließ Herzog Boleslaw III. 1342 das verschuldete Herzogtum Liegnitz seinen Söhnen, dem erstgeborenen Wenzel I. und dem zweitgeborenen Ludwig I., während er selbst weiterhin im Besitz von Brieg blieb. Beide Herzogtümer wurden bereits 1329 von Herzog Boleslaw III. dem böhmischen König Johann von Luxemburg als ein Lehen übergeben. Ihm huldigten 1342 auch die Herzöge Wenzel I. und Ludwig I., die das Herzogtum Liegnitz zunächst gemeinsam regierten. 1344 gründeten sie eine Münze in Liegnitz und kurze Zeit später verliehen sie Nikolstadt das Stadtrecht sowie Bergfreiheit nach dem Vorbild von Goldberg. 1345 teilten sie das Herzogtum Liegnitz, wobei Ludwig den kleineren, östlichen Teil und Wenzel den restlichen Teil mit Haynau, Goldberg und Lüben bekam. Allerdings gelang es Wenzel noch im selben Jahr, an Ludwigs Anteil zu gelangen, während er diesem Lüben sowie eine jährliche Geldzahlung zugestand. Ab 1348 residierte Ludwig in Lüben.
Nach Boleslaws III. Tod 1352 wurde das Herzogtum Brieg von dessen Witwe Katharina Šubić regiert. Sie einigte sich 1356 mit ihren Stiefsöhnen Ludwig und Wenzel in der Weise, dass sie ihr als Wittum auf ihre Lebenszeit die Städte Ohlau und Namslau überließen, die nach ihrem zwei Jahre später erfolgten Tod an Ludwigs Bruder Wenzel fielen. Er verkaufte halb Ohlau und halb Brieg dem Schweidnitzer Herzog Bolko II. mit der Bestimmung, dass beides an die Herzöge von Liegnitz-Brieg zurückzufallen habe, falls Bolko ohne Nachkommen stürbe.
Nach einer neuerlichen Teilung 1359 behielt der ältere Bruder Wenzel Liegnitz mit Goldberg, während Ludwig weiterhin im Besitz von Lüben blieb und zusätzlich Haynau sowie je halb von Ohlau und Brieg erhielt. 
Nach dem Tod seines Bruders Wenzel 1364 übernahm Ludwig die Vormundschaft über dessen Söhne Ruprecht I., Wenzel II., Boleslaw IV. und Heinrich VII. Die Vormundschaft endete 1368, als Ludwigs Neffe Ruprecht mündig wurde und seinerseits die Vormundschaft über seine jüngeren Brüder übernahm. Nach dem im selben Jahr erfolgten Tod Bolkos II. von Schweidnitz erhielt Ludwig die verpfändet gewesenen Hälften von Ohlau und Brieg zurück, so dass ab 1368 ganz Ohlau und ganz Brieg in seinem Besitz waren. Durch seine kluge und sparsame Verwaltung konnte er zudem die verpfändeten Städte Kreuzburg, Pitschen und Konstadt einlösen.
Ludwig I. war ein großer Förderer von Kunst und Schrifttum. Große Verehrung hegte er für seine Ahnherrin, die hl. Hedwig von Andechs, die die Stammmutter aller niederschlesischen Piasten war und Landespatronin von Schlesien wurde. Auf seinem Schloss in Lüben ließ er 1353 eine Abschrift der Heiligenlegende anfertigen, die später nach ihrem späteren Aufbewahrungsort als „Schlackenwerther Hedwigslegende“ bekannt geworden ist. Sie enthält reiche farbige Illustrationen, die von der böhmischen Buchmalerei beeinflusst sind. Auf seine Veranlassung schrieb der Brieger Kanoniker Peter von Pitschen 1385 die Chronica principum Poloniae („Chronik der Fürsten Polens“), deren erster Teil die Geschichte der Piasten schildert, der zweite die des Bistums Breslau. In seiner ersten Residenzstadt Lüben baute Ludwig das Schloss aus und errichtete die Schlosskapelle, auf deren Tympanon er und seine Frau Agnes als Stifterfiguren dargestellt werden. In Brieg errichtete er die Hedwigskirche mit dem Hedwigsstift sowie die Stadtpfarrkirche St. Nikolai, die erst nach seinem Tod vollendet wurde.
Ludwig I. starb 1398 im hohen Alter. Erbe war sein einziger Sohn Heinrich VIII., dem Ludwig bereits 1381 Lüben übertragen hatte. Er überlebte seinen Vater nur um ein Jahr. Heinrichs VIII. Söhne Ludwig II. und Heinrich IX. teilten den von ihrem Großvater durch Sparsamkeit erworbenen Besitz. Ludwigs umfangreiche Büchersammlung erbte das Brieger Kollegiatstift.